# Novi Pazar (Szerbia)
Novi Pazar (szerbül: Нови Пазар, Novi Pazar; törökül: Yeni Pazar, régi magyar nevén: Újvásár) egy város, valamint egy község neve, Szerbiában a Raška körzetben. A földrajzi területet tekintve Szandzsákban található. A 2002-es népszámlálás szerint Novi Pazar községnek a népessége 85 996 fő, a város pedig 54 604 fős lélekszámmal rendelkezik.

## Név
A Novi Pazar jelentése "új bazár"; a török "pazar" (perzsául "bazar", magyarul "bazár), valamint a szerb/bosnyák "novi" (magyarul "új") szavakból ered.

## Földrajz
Novi Pazar a fő kereskedelmi és kulturális központja Szandzsáknak. A Jošanica, Raška, Deževska és Ljudska folyók völgyében található, tengerszint feletti magassága 496 méter. A Golija magasföld, valamint a Rogroza hegység veszi körül.

## Történelem
A város valószínűleg kereskedelmi központ volt a középkori Szerb Királyság fővárosához, Rashoz közel. Ras kívül esett a Balkán-félszigeten átmenő főbb kereskedelmi utakon, így a kereskedő kolóniák Novi Pazar területén telepedtek le, amin viszont több kereskedelmi út is átment. Innen eredeztethető a város neve.
Novi Pazart hivatalosan a 15. században alapította Isa-beg Isaković. Ő alapította Szarajevót is. Az első írásos dokumentum, ami említi a várost, szintén a 15. századból származik, amely szerint a raguzai tanács konzult nevezett ki a városban.
Hála jó földrajzi viszonyainak, fontos közlekedési csomópont lett: innen vitt út Dubrovnikba, Nišbe, Szófiába, Szalonikibe, Konstantinápolyba, Belgrádba és Budapestre. Számos író szerint a 17. században Novi Pazar volt a legnagyobb város a Balkánon.
A 15. és a 20. század között Szandzsák fővárosa volt az Oszmán Birodalmon belül. 1878-tól 1908-ig az Osztrák–Magyar Monarchia fennhatósága alatt állt. 1908-tól ismét az Oszmán Birodalomhoz tartozott, majd 1912-ben, az első balkáni háború alatt Szerbia foglalta el. Az első világháború után Novi Pazar gyors hanyatlásnak indult, fontosságát hamar elveszítette.

## Demográfia
Az 1953-as népszámlálás szerint Novi Pazarnak 53 331 fő lakosa volt, ami demográfiailag a következőképpen oszlott meg:
- szerbek (50,02%)
- törökök (21,87%)
- montenegróiak (0,34%)
- jugoszlávok (26,94%)
- egyéb (0,83%)

Ekkor a bosnyák lakosság még szerbnek, töröknek vagy jugoszlávnak vallotta magát.
Az 1991-es népszámlálás szerint a 85 249 főt számláló lakosságból:
- muszlim (75,37%)
- szerb és montenegrói (22,63%)
- egyéb

A 2002-es népszámlálás adatai szerint az 54 604 főből:
- bosnyák: 48 108 fő (88,86%)
- szerb: 6424 fő (11,77%)
- egyéb

## Nevezetességei
Novi Pazarban található Szerbia legrégebbi temploma, a 9. században épült Szent Péter templom, érdekes belső architektúrával, freskómaradványokkal. A régi hagyomány szerint még az ókeresztény időkben élt Szent Titusz alapította. A bolgár Péter cár (927-967) idejében püspöki székhely temploma volt. Az önálló szerb egyház kialakulásig itt központosult az ország egyházi élete, Nemanja zsupáni székhelyének közvetlen közelében. A dinasztiaalapító állítólag itt tért át a katolikus hitről az ortodox vallásra, itt hirdette meg hadjáratát a bogumil eretnekek ellen, és itt mondott le a trónról fia, Elsőkoronázott István javára. A család uralma idején a Szent Péter templom püspöki, majd metropolita székhely volt, és egészen a 18. század végéig templomként szolgált, majd a 19. században a törökök lőszerraktárként használták.
A Sopoćani kolostort 1265-ben emeltette I. István Uroš szerb király. A kolostor, amely a Nemanićok közül néhánynak temetkezőhelye volt, a 14. században a legdinamikusabb Nemanić: Dušan cár által emeltetett oszlopos előcsarnokkal és oldalkápolnával bővült. A 17. századtól egészen az 1926. évi helyreállításáig a kolostor lassú pusztulásra volt ítélve, de romos előcsarnokában, exonarthexében a freskók mindmáig jól állják az idő viszontagságait. Egyéb látnivalók Novi Pazarban: régi török erőd, török fürdő, Városi Múzeum, Arab-dzsámi, Altun-Ali Dzsámi.

## Novi Pazar község települései
A községhez a következő települések tartoznak:
| - Aluloviće, - Bajevica, - Banja, - Bare, - Batnjik, - Bekova, - Bele Vode, - Boturovina, - Brđani, - Brestovo, - Varevo, - Vever, - Vidovo, - Vitkoviće, - Vojkoviće, - Vojniće, - Vranovina, - Vučiniće, - Vučja Lokva, - Golice - Gornja Tušimlja, - Goševo, - Građanoviće, - Gračane, - Grubetiće, - Deževa, - Dojinoviće, - Dolac, - Doljani, - Dragočevo, - Dramiće, - Žunjeviće, - Zabrđe, - Zlatare, - Ivanča, - Izbice, | - Jablanica, - Javor (Novi Pazar), - Janča, - Jova, - Kašalj, - Kovačevo, - Kožlje, - Koprivnica (Novi Pazar), - Kosuriće, - Kruševo, - Kuzmičevo, - Leča, - Lopužnje, - Lukare, - Lukarsko Goševo, - Lukocrevo, - Miščiće, - Mur, - Muhovo, - Negotinac, - Odojeviće, - Okose, - Osaonica, - Osoje, - Oholje, - Pavlje, - Paralovo, - Pasji Potok, - Pilareta, - Pobrđe, - Požega (Novi Pazar), - Požežina, - Polokce, - Pope, - Postenje, - Prćenova, | - Pusta Tušimlja, - Pustovlah, - Radaljica, - Rajetiće, - Rajkoviće, - Rajčinoviće, - Rajčinovićka Trnava, - Rakovac, - Rast, - Sebečevo, - Sitniče, - Skukovo, - Slatina, - Smilov Laz, - Srednja Tušimlja, - Stradovo, - Sudsko Selo, - Tenkovo, - Trnava (Novi Pazar), - Tunovo, - Hotkovo, - Cokoviće, - Čašić Dolac, - Šavci, - Šaronje, - Štitare |  |